# محمد سلطان ميرزا
محمد سلطان ميرزا (1375م – 1403م) (بالتركية: Muhammed Sultan Mirza)‏، أحد أفراد السلالة التيمورية وحفيد مؤسسها تيمورلنك فاتح آسيا الوسطى. عمل محمد سلطان كأحد قادة تيمورلنك العسكريين الرئيسيين باعتباره الحفيد المفضل لديه، حيث ساعد في قيادة القوات في الحملات الناجحة ضد القبيلة الذهبية والممالك الفارسية والإمبراطورية العثمانية. وصفه المؤرخ شهاب الدين ابن عربشاه بأنه "معجزة واضحة في طبيعته النبيلة وحيويته".  عينه جده تيمورلنك وريثًا للإمبراطورية. أثَّرَت وفاته المبكرة عام 1403م بشكل كبير على جده تيمورلنك.

## عائلته
وُلد محمد سلطان عام 1375م، وهو الابن الأكبر لجهانجير ميرزا (بالتركية: Cihangir Mirza)‏ والوحيد من زوجته الأميرة خانزادا بيجوم (بالتركية: Sevin Beg Hanzade)‏ من "الخانية الصوفية" (بالتركية: Sufi Hanlığı)‏.  توفي والده، الابن المفضل لتيمورلنك ووريثه الأصلي، في غضون أشهر قليلة من ولادته.   والدته، حفيدة "جاني بك" (بالتركية: Canibeg Han)‏ خان القبيلة الذهبية، تزوجت لاحقًا من شقيق جهانجير الأصغر ميران شاه.  

## السيرة المهنية العسكرية
في عام 1386م، استولى تيمورلنك على تبريز عاصمة سلطنة الجلائريين،  وعين حفيده محمد سلطان، الذي كان عمره آنذاك عشر سنوات فقط، حاكماً للمدينة.  وبعد خمس سنوات، رافق جده في غزوه لإقليم توقتمش، خان القبيلة الذهبية.  في البداية عينه تيمورلنك جزءًا من الفرق الاستطلاعية التي سبقت الجيش، ثم كلفه لاحقًا بقيادة مركز الجيش، وهو المنصب الذي شغله خلال معركة نهر كوندورشا التي تلت ذلك في يونيو 1391م.
وفي عام 1393م شارك في الحملة ضد آل مظفر في فارس. تم إرساله مع أخيه الأصغر غير الشقيق پير محمد عبر كردستان، واستولوا على محافظات مختلفة، مع أوامر بإعادة الانضمام لاحقًا إلى الجيش الرئيسي.   لاحق تيمورلنك بنفسه الملك المظفر شاه منصور،  واجتمع الجيشان خارج مدينة شيراز. عهد تيمورلنك إلى حفيده محمد سلطان بقيادة الجناح الأيسر، واليمين إلى حفيده پير محمد بينما تم تولى قيادة قلب الجيش عمَّهُما شاه رخ بن تيمورلنك. أسفرت المعركة في النهاية عن انتصار التيموريين وقتلهم شاه منصور، ثم ضُمَّت أراضيه إلى الإمبراطورية. 
انضم محمد سلطان مرة أخرى إلى تيمورلنك في حربه ضد توقتمش عام 1395م، حيث رافق الإمبراطور في الغزو الثاني للقبيلة الذهبية. قاد الجناح الأيمن للجيش خلال معركة نهر تيريك وألحق أضرارًا جسيمة بالجناح الأيسر للخان، مما أجبره على التراجع، وفر توقتمش نفسه بعد فترة وجيزة.  وفي العام التالي، أُرسل إلى مملكة هرمز على الخليج العربي. وبعد الاستيلاء على حصون إقليمية مختلفة، أجبر الأمير الحاكم محمد شاه على الاستسلام. 
وفي عام 1397م تم تعيينه حاكماً لإقليم فرغانة الشرقي. ومع فكرة شن حملة نهائية ضد الصين، أمر تيمورلنك حفيده بتوحيد القواعد في المنطقة فضلاً عن تطوير زراعة التربة على طول الطريق.  أُعطي محمد سلطان جيشًا قوامه أربعون ألفًا وأقام حصنًا في منطقة أشاپارا (Ashapara)، يليه حصن آخر في الشرق بالقرب من إيسيك كول. كان الأمير محمد سلطان ينوي استخدام هذه الخطوط كخط حدودي للعمليات ضد مملكة المغول المجاورة في عام 1399م. ولكن أُحبطت هذه الخطة عندما اعتمد ابن عمه، إسكندر ميرزا، على مفارز محمد سلطان في أشاپارا لشن غارة على تركستان الصينية. وأدى هذا الإجراء التعسفي إلى ضغينة بين الأميرين.  بعد أقل من عام، بعد نقل إسكندر إلى فرغانة بينما تم تعيين محمد سلطان نفسه وصيًا على سمرقند، قام الأخير بالقبض على ابن عمه واحتجازه داخل المدينة، وتم إعدام أتابك إسكندر وستة وعشرين من نبلائه. اختلفت المراجع حول رد فعل تيمورلنك، فتذكر إحدى الروايات أن تيمورلنك ألقى باللوم على محمد سلطان في النزاع وأيَّدَ اسكندر، وأمر بتعويض نبلائه. وتقول رواية أخرى إن تيمورلنك وقف إلى جانب محمد سلطان وجلد قدمي إسكندر بالفلقة كعقاب. 
يُعتقد أن الأمير محمد هو الذي دفع تيمورلنك لمواصلة حملته ضد سلطنة دلهي عام 1398م. تنسب "الملفوظات التيمورية" (بالتركية: Malfuzat-i Timuri)‏، وهي سيرة ذاتية مزعومة للإمبراطور،  الخطاب التالي إلى محمد سلطان ليشجع جده تيمورلنك على غزو الهند:

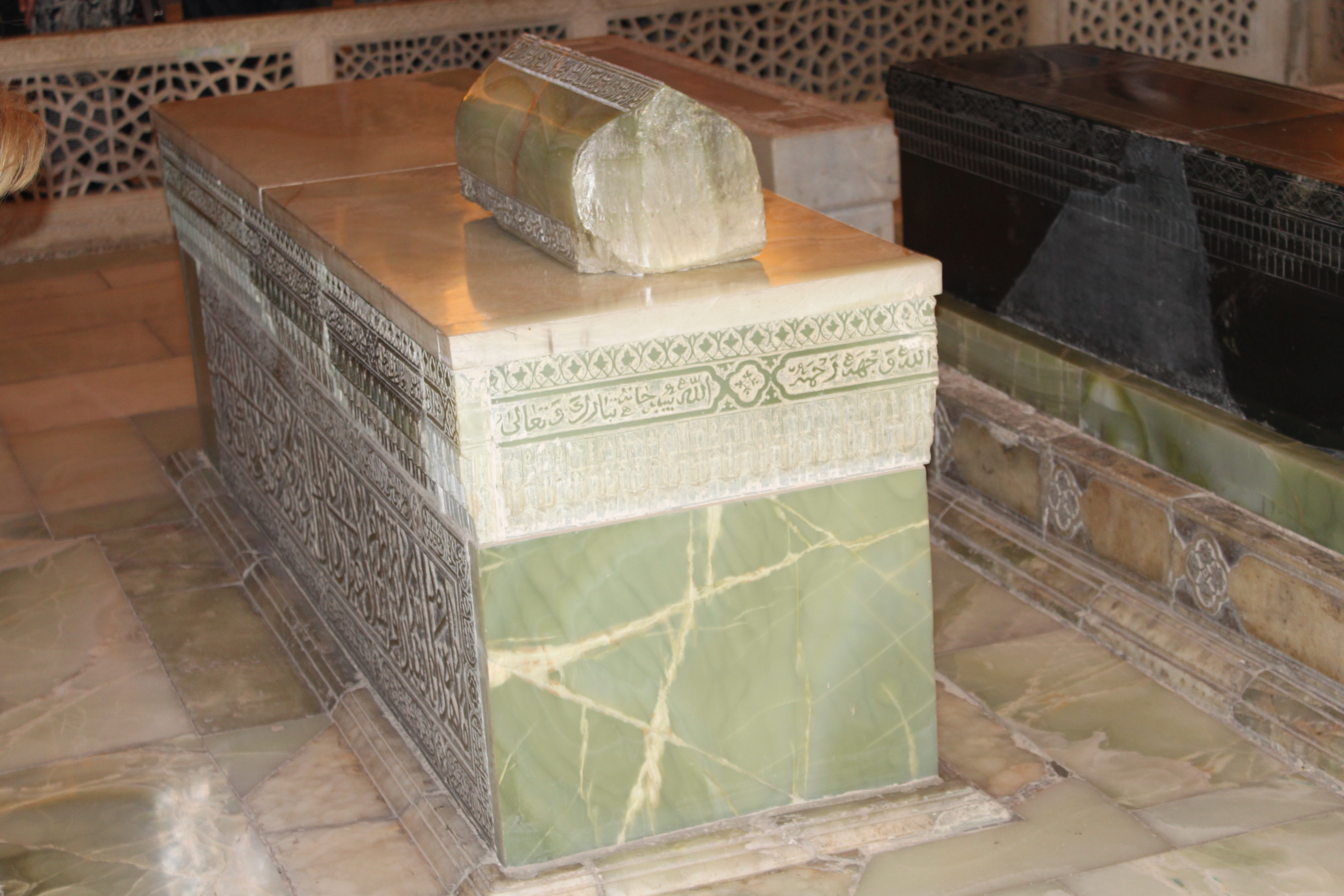
قبر محمد سلطان ميرزا بجانب قبر تيمورلنك في كور أمير.

«وبلاد الهند كلها مملوءة بالذهب والجواهر، وفيها سبعة عشر معدنًا من الذهب والفضة والماس والياقوت والزمرد والقصدير والحديد والنحاس والفضة وغير ذلك، ومن النباتات التي تنبت فيها ما يصلح لصنع الثياب الملبوسة، والنباتات العطرية، وقصب السكر، وهي بلاد دائمة الخضرة والورود، ومنظر البلاد كلها بهيج مبهج. وَأَمَّا أَهْلُهَا فَأَكْثَرُهُمْ مُشْرِكُونَ وَكَافِرُونَ وَعَبَدَةُ أَوْثَانٍ وَعَبَدَةُ شَمْسٍ فَحَقٌّ عَلَيْنَا أَنْ نَفْتَحَهَا بِأَمْرِ اللَّهِ وَأَمْرِ نَبِيِّهِ مُحَمَّدٍ صَلَّى اللَّهُ عَلَيْهِ وَسَلَّمَ"». 

## وريث تيمورلنك
في وقت ما قبل غزوه الهند، عين تيمورلنك محمد سلطان وريثًا له. عندما تم غزو دلهي في ديسمبر 1398م، أمر تيمورلنك بقراءة الخطبة هناك، مع ذكر اسم الأمير إلى جانب اسمه.  كما ضُربت العملات المعدنية باسم محمد سلطان ولقبه "ولي العهد" تيمنًا باسم تيمورلنكو السلطان محمد من خانية جغطاي.  كان اختيار الإمبراطور لخليفته محمد سلطان يعتمد بشكل أساسي على ميلاده، وليس على المنصب أو الإنجاز؛ فالإضافة إلى نسب أمه الرفيع، فقد وُلد والده جهانجير، وهو وحده من بين أبناء تيمور الأربعة، من زوجة حرة وليست زوجة محظية. 
وفي عام 1399م تم تعيينه واليا على طوران. وأعقب ذلك بعد عامين تعيينه على أراضي الإيلخانات المغولية السابقة، والتي أطلق عليها تيمور اسم "عرش هولاكو ". كانت هذه الأراضي في السابق يحكمها زوج أم محمد سلطان المغضوب عليه: ميران شاه ابن تيمورلنك.  

في عام 1402م، بدأ تيمورلنك تحركات عسكرية تحسبًا لحملته ضد السلطان العثماني بايزيد الأول. بدأ ذلك محمد سلطان، الذي تم استدعاؤه مؤخرًا من سمرقند، بمحاصرة واقتحام قلعة كماخ. كان هذا تحديًا واستفزازًا مباشرًا للسلطان بايزيد، الذي استولى مؤخرًا على هذه القلعة من حليف تيمورلنك، مُطهَّرتن.  بلغت الحرب ذروتها في 20 يوليو 1402م بمعركة أنقرة، والتي قاد خلالها محمد سلطان الجزء الرئيسي من الجيش.  هُزمت القوات العثمانية بشكل حاسم، وتم أسر السلطان بايزيد نفسه بعد فترة وجيزة.  تم إرسال الأمير محمد مباشرة بعد المعركة إلى العاصمة العثمانية بورصة للاستيلاء على خزانة السلطان بايزيد.  ومع ذلك، فقد وصل بورصة بفارق ضئيل عن الأمير العثماني سليمان جلبي، الذي أخذ معه العديد من أعظم كنوز المدينة. نهب الجيش التيموري ما تبقى، بما في ذلك البوابات البرونزية المطلية بالذهب والمينا، والتي تم تقديمها لاحقًا إلى زوجة تيمورلنك، سراي الملك هانم (بالتركية: Saray Mülk Hanım)‏. وبعد انتهاء أعمال النهب، قام محمد سلطان بإحراق المدينة. 

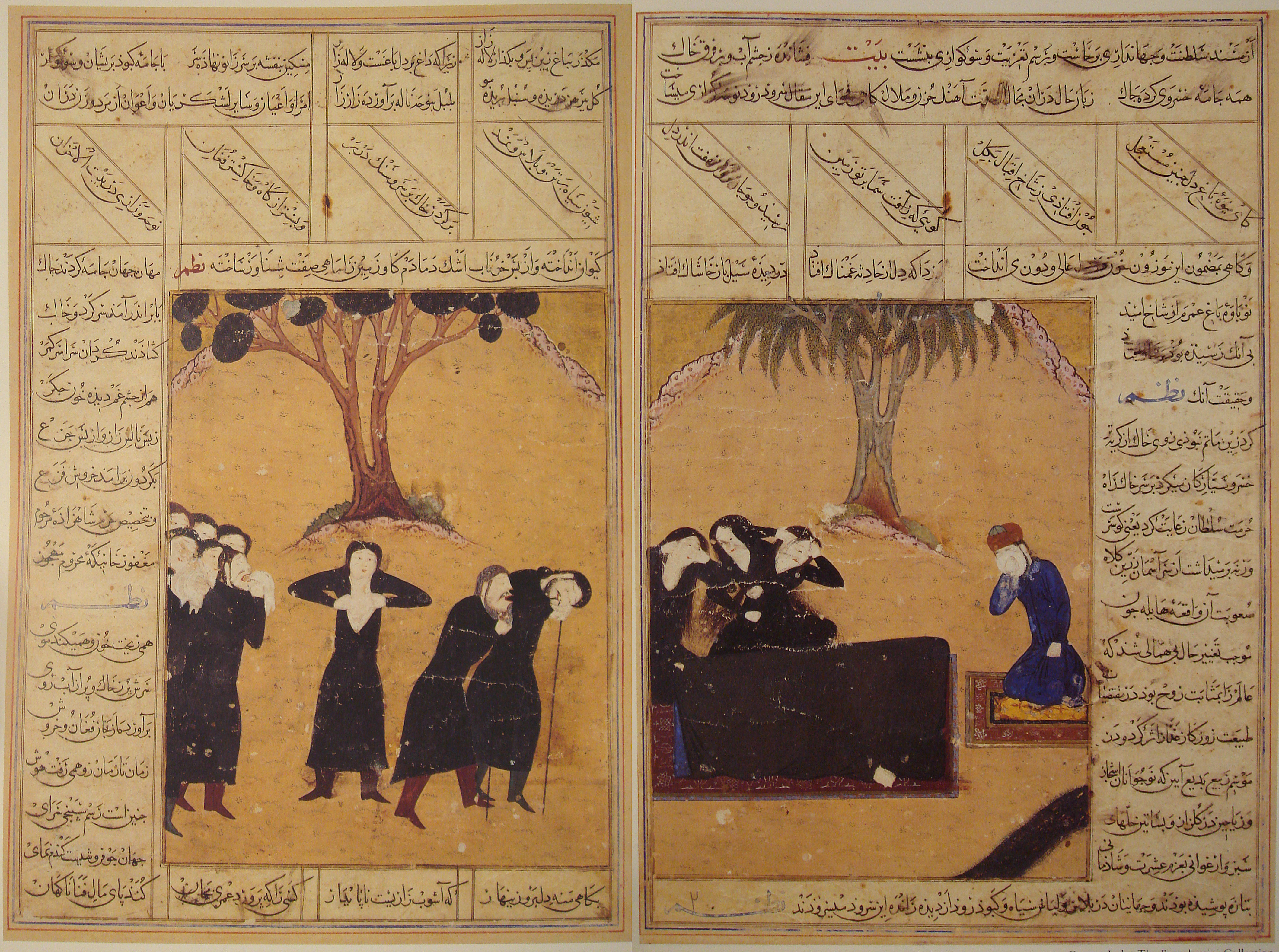
حداد على نعش محمد سلطان ميرزا، رسم توضيحي من "ظفرنامة"، لشرف الدين يزدي.

## وفاته ودفنه
أُمر محمد سلطان بالعودة عبر أنقرة للانضمام مجددًا إلى الجيش الرئيسي في قيصرية.  ومع ذلك، خلال هذه الرحلة، أصيب الأمير، الذي كان يعاني بالفعل من إصابات أصيب بها خلال المعركة الأخيرة،  بمرض خطير. توفي في 12 مارس 1403م بالقرب من مدينة أفيون قره حصار . حزن تيمور بمرارة على وفاة حفيده وأمر الجيش بأكمله بارتداء ملابس داكنة حدادًا. رافق موكب من مائتي حصان جثمان محمد سلطان إلى قلعة أفنيك. ومن هناك تم نقله ليدفن مؤقتاً في مزار بمملكة قيدار قرب مدينة سلطانية. 
وفي ذكرى وفاته في العام التالي، تم نقل رفات محمد سلطان برفقة والدته لإعادة دفنه في سمرقند.  تم دفنه في قبو يحمل اسمه، خانقاه محمد سلطان، وهو جزء من مجمع قائم من المباني الدينية التي أقامها الأمير سابقًا. عند وفاة تيمورلنك عام 1405م، دُفن هناك إلى جانب حفيده. ثم نُقلت الجثتين مرة أخرى إلى مثواهما الحالي في كور أمير ، على الأرجح حوالي عام 1409م على يد شاه رخ، ابن تيمورلك وخليفته.  أصبح القبر، المخصص في الأصل لمحمد سلطان وحده، ضريح الأسرة التيمورية. 

## عائلة

### زوجات ومحظيات
- خانيكا: ابنة محمد الثاني ، خان خانية جقطاي
- تاتالي بي: ابنة موساكي نوكوز
- خاند سلطان: ابنة علي بك جوني قربان أويروت
- مهر آغا هازاري
- دولت سلطان
- جانيبيج
- لال تشيكاك

### أبناءه
من خانيكا
- يحيى (و. ق. 1400): تزوج من باياندا سلطان آغا ابنة شاروخ
- أكا بيكي (ت 1419): تزوج من أولوغ بيك
  - حبيبة سلطان، خانزادا بيجوم (ت. 1412) [32]

من تتالي بي
- سعدي وقاص ( ق. 1399 - 1417/18): تزوج من رجب سلطان ابنة ميران شاه.
  - إيسيي بيكي

من خاند سلطان
- نوح

من مهر آغا هازاري
- محمد جهانجير ( ق. 1396 - 1433): صنع لفترة وجيزة دمية جغاتاي خان على يد خليل سلطان ، [33] تزوج من مريم سلطان آغا ابنة شاروخ.
  - محمد سلطان الثاني (1416 – 1438)
  - محمد خليل
- عزيز سلطان
- عائشة بيكي: تزوجت أولاً من يوسف دغلة ، وتزوجت ثانياً من سيدي أحمد ابن ميران شاه . أنجبت طفلاً واحداً من زواجها الثاني
  - السلطان أحمد [32]

من دولت سلطان
- شاد مالك
- فاطمة سلطان

منجانيبيج
- سيفينديك سلطان

من لال تشيكاك
- اسماعيل

## فهرس
- ibn Arabshah، Ahmad (1936)، Tamerlane or Timur: The Great Amir، London: Luzac & Co.
- Barthold، Vasilii Vladimirovitch (1963)، Four Studies on the History of Central Asia، Leiden: E.J. Brill، ج. 2، مؤرشف من الأصل في 2023-04-11
- Barthold، Vasilii Vladimirovitch (1974)، "V. V. Bartol'd's Article O Pogrebenii Timura ("The Burial of Tīmūr")"، Iran، Iran: Journal of the British Institute of Persian Studies، British Institute of Persian Studies، ج. 12، ص. 65–87، DOI:10.2307/4300504، JSTOR:4300504
- Bernus-Taylor، Marthe (2003)، Tombs of Paradise: The Shah-e Zende in Samarkand and Architectural Ceramics of Central Asia، Monelle Hayot، ISBN:978-2-903824-43-3، مؤرشف من الأصل في 2023-05-20
- Elliot، Henry Miers؛ Dowson، John (1871)، The History of India, as Told by Its Own Historians: The Muhammadan Period، London: Trübner and Company، ج. III
- Habib، Mohammad؛ Nizami، Khaliq Ahmad (1970)، A Comprehensive History of India: The Delhi Sultanat: (A.D. 1206-1526)، People's Publishing House، ج. V The Delhi Sultanat: (A.D. 1206-1526، مؤرشف من الأصل في 2023-04-30
- Imber، Colin (1990)، The Ottoman empire: 1300-1481، The Isis Press، ISBN:978-975-428-015-9، مؤرشف من الأصل في 2023-08-16
- Jackson، Peter؛ Lockhart، Lawrence (1986)، The Cambridge History of Iran، Cambridge: Cambridge University Press، ج. VI، ISBN:978-0-521-20094-3، مؤرشف من الأصل في 2023-05-01
- Jamaluddin، Syed (1995)، The state under Timur: a study in empire building، New Delhi: Har-Anand Publications، مؤرشف من الأصل في 2022-09-22
- Karomatov، Ḣamidulla (2001)، Amir Temur in world history، Shaq، مؤرشف من الأصل في 2022-09-20
- Lamb، Harold (1953)، The Earth Shakers، Garden City: Doubleday & Company, Inc.، مؤرشف من الأصل في 2023-04-11
- Manz، Beatrice Forbes (2007)، Power, Politics and Religion in Timurid Iran، Cambridge: Cambridge University Press، ISBN:978-1-139-46284-6، مؤرشف من الأصل في 2023-04-16
- Marefat، Roya (1991)، Beyond the Architecture of Death: Shrine of the Shah-i Zinda in Samarqand، Harvard University، مؤرشف من الأصل في 2023-05-20
- Marozzi، Justin (2012)، Tamerlane: Sword of Islam, Conqueror of the World، HarperCollins Publishers، ISBN:978-0-00-736973-7، مؤرشف من الأصل في 2022-09-20
- Masson، M. E.؛ Pugachenkova، G. A. (1980)، "Shakhri Syabz pri Timure i Ulug Beke ("Shahr-i Sabz from Tmur to Ulugh Beg")"، Iran، Iran: Journal of the British Institute of Persian Studies، Iran: Journal of the British Institute of Persian Studies، ج. 18، ص. 121–143، DOI:10.2307/4299695، JSTOR:4299695
- Pfeiffer، Judith (2013)، Politics, Patronage and the Transmission of Knowledge in 13th - 15th Century Tabriz، Leiden, Boston: BRILL، ISBN:978-90-04-26257-7، مؤرشف من الأصل في 2023-04-11
- Qazvini، Ḥamd Allah Mustawfi (1913)، Tarikh-i-guzida، E.J.W. Gibb Memorial Series، ج. 14، مؤرشف من الأصل في 2023-05-01
- Roberts، Andrew (2008)، The Art of War: Great Commanders of the Ancient and Medieval Worlds 1600 BC - AD 1600، London: Quercus، مؤرشف من الأصل في 2023-04-11
- Roy، Kaushik (2015)، Warfare in Pre-British India - 1500BCE to 1740CE، Abingdon, New York: Taylor & Francis، ISBN:978-1-317-58691-3، مؤرشف من الأصل في 2023-07-06
- Woods، John E. (1991)، The Timurid dynasty، Indiana University, Research Institute for Inner Asian Studies، مؤرشف من الأصل في 2023-03-07
- Woods، John E. (1990)، Martin Bernard Dickson؛ Michel M. Mazzaoui؛ Vera Basch Moreen (المحررون)، "Timur's Genealogy"، Intellectual Studies on Islam: Essays Written in Honor of Martin B. Dickson، Salt Lake City: University of Utah Press، ISBN:978-0-87480-342-6، مؤرشف من الأصل في 2023-04-21
- Yazdī، Sharaf al-Dīn ʻAlī (2008)، Amir Timur Beg (1336-1396): English rendering of Molana Sharf-ud-din Ali Yezdi's Persian Zafarnamah، Lucknow: New Royal Book Company، ج. 1، ISBN:978-81-89267-61-2، مؤرشف من الأصل في 2023-04-17